# 卡佩勒莱塞丹
卡佩勒莱塞丹（法語：Capelle-lès-Hesdin，法語發音：[kapɛl lɛz‿edɛ̃]，意为“埃丹附近的卡佩勒”）是法国上法蘭西大區加来海峡省的一个市镇，属于蒙特勒伊区。

## 地理
卡佩勒莱塞丹（50°20'29"N, 1°59'49"E）面积5.56 平方千米，位于法国上法蘭西大區加来海峡省，该省份为法国北部沿海省份，西北濒北海，南至索姆省，东临北部省。
与卡佩勒莱塞丹接壤的市镇（或旧市镇、城区）包括：马尔科内勒、穆里耶、布安-普吕穆瓦松、布雷维莱尔、吉尼。
卡佩勒莱塞丹的时区为UTC+01:00、UTC+02:00（夏令时）。

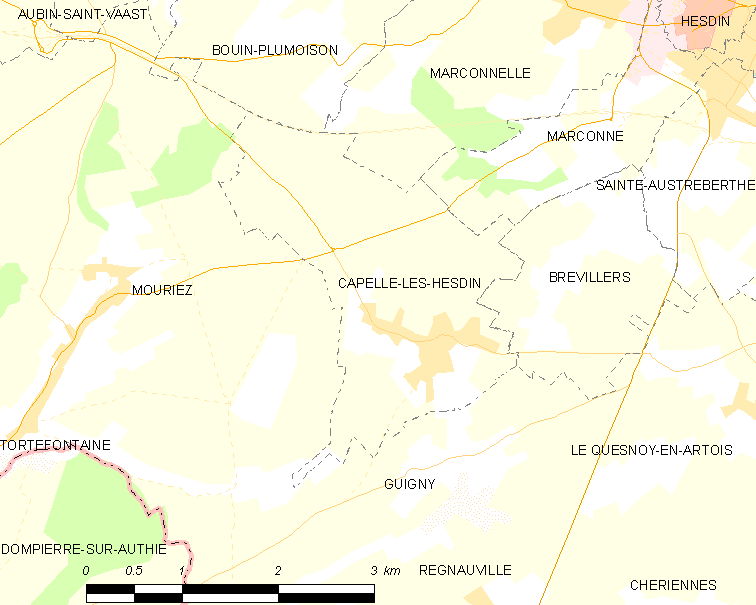
卡佩勒莱塞丹的OSM定位图

## 行政
卡佩勒莱塞丹的邮政编码为62140，INSEE市镇编码为62212。

## 政治
卡佩勒莱塞丹所属的省级选区为欧克西堡县。

## 人口

1962-2008年间卡佩勒莱塞丹人口变化图示

卡佩勒莱塞丹于2022年1月1日时的人口数量为491人。